# Giovanni Maria Vianney
Jean-Marie Baptiste Vianney (italianizzato in Giovanni Maria Battista Vianney; Dardilly, 8 maggio 1786 – Ars-sur-Formans, 4 agosto 1859) è stato un presbitero francese, reso famoso col titolo di Curato d'Ars (o Santo Curato d'Ars) per la sua intensa attività di parroco in questo piccolo villaggio dell'Ain.
Figlio di poveri contadini, raggiunse la meta del sacerdozio superando molte difficoltà, tra le quali ci furono problemi nello studio, soprattutto nell'apprendimento del latino. Ordinato presbitero, divenne vicario, a Écully, dell'abate Charles Balley, che l'aveva molto sostenuto durante i difficili anni di studio; alla morte di Balley fu mandato ad Ars dove spese la propria vita nell'evangelizzazione, nella pratica del sacramento della penitenza, nell'assidua preghiera e nella celebrazione della Messa. Morì nel 1859 quando Ars era ormai divenuta luogo di pellegrinaggio, essendosi sparsa per tutta la Francia la sua fama di confessore e direttore spirituale.
Beatificato nel 1905 da papa Pio X, è stato proclamato santo da papa Pio XI nel 1925 e dichiarato patrono dei parroci. Additato come modello per i presbiteri da papa Giovanni XXIII nell'enciclica Sacerdotii nostri primordia, è stato ricordato con uno speciale anno sacerdotale, per il centocinquantenario della sua morte, nel 2009 da papa Benedetto XVI.

## Biografia

### Primi anni (1786-1799)
Nato l'8 maggio 1786 a Dardilly da Matteo Vianney e Maria Béluse, sposatisi l'11 febbraio 1778 a Écully, venne battezzato il giorno stesso dal vicario Blachon, della parrocchia di Dardilly, alla presenza del padrino, l'omonimo zio Giovanni Maria Vianney, fratello minore del padre, e della madrina Francesca Martinon, sua moglie. Il fonte battesimale reca tutt'oggi l'iscrizione «Ex hoc fonte in Xto natus J. M. Vianney 8 Maii 1786» («Da questo fonte è nato in Cristo G. M. Vianney l'8 maggio 1786», iscrizione incisa prima della canonizzazione di Vianney), mentre i registri parrocchiali citano: « Giovanni Maria Vianney figlio legittimo di Matteo Vianney e Maria Beluse, sua moglie, nato l'8 maggio 1786, il medesimo giorno fu battezzato da me vicario infrascritto: padrino fu Giovanni Maria Vianney, zio paterno, e madrina fu Francesca Martinon, moglie del predetto Giovanni Maria Vianney, analfabeti entrambi. Blachon vicario ».
Il nuovo nato sarebbe stato il quarto di sei figli: Caterina, morta poco dopo le nozze; Giovanna Maria, morta ad appena cinque anni; Francesco, detto "il maggiore"; Giovanni Maria, il futuro "Curato"; Margherita, morta a 91 anni nel 1877 e preziosa per le testimonianze da lei depositate riguardo l'infanzia dell'illustre fratello; un altro Francesco, detto "il minore", partito per la guerra e mai più ritornato. Cresciuto in questa numerosa famiglia di contadini, il piccolo Giovanni Maria trascorse l'infanzia nei campi, mentre il padre e la madre coltivavano la terra e i fratelli più grandi badavano al gregge o alle mucche.
Di carattere impetuoso, nonché allegro e gioviale, mostrò sin dalla più tenera età una prematura devozione, impartitagli dalla madre, in particolare verso la Vergine Maria, della quale possedeva una rustica statuetta di legno presso la quale era solito ritirarsi in preghiera, e verso l'Eucaristia; già nei primi anni di fanciullezza Maria Beluse era infatti solita condurlo in chiesa per assistere alla Messa. Riguardo alla Madonna, dichiarò di averla « amata prima di conoscerla, è il mio affetto più antico ».

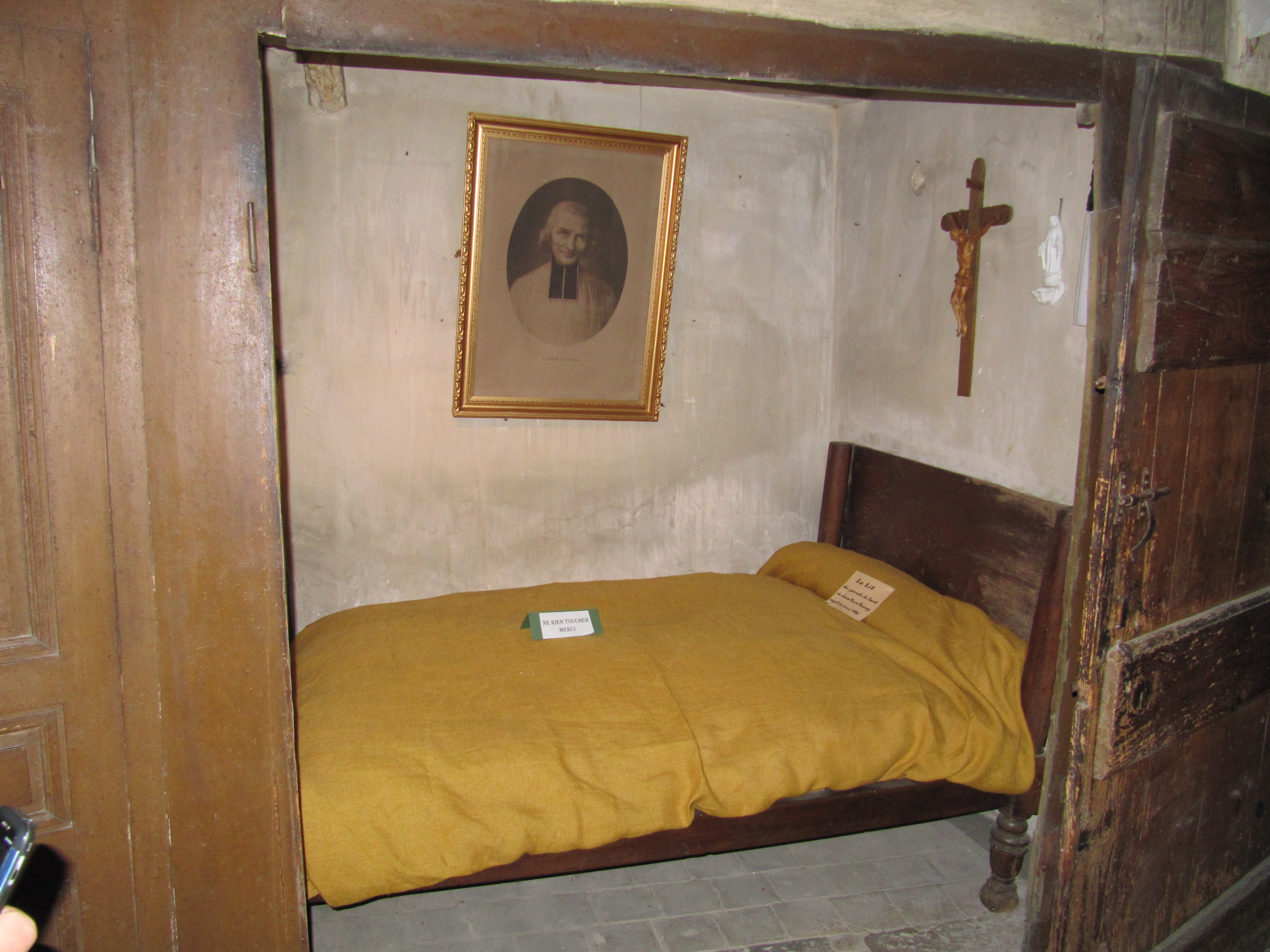
Letto sul quale nacque Giovanni Maria Vianney a Dardilly

La condizione spirituale della Francia post-rivoluzionaria crollò definitivamente con la costituzione civile del clero (12 luglio 1790) e con la conseguente condanna di papa Pio VI, un anno dopo, che portò a una profonda rottura all'interno della stessa chiesa francese scissa ora in clero "refrattario", disposto a morire piuttosto che prestare giuramento allo stato e alla sua chiesa nazionale, e clero costituzionale, che invece giurava fedeltà a esso rifiutando in tal modo la supremazia papale. Ne seguì un periodo di profonda confusione per la popolazione, compresa quella di Dardilly, che vide i sacerdoti refrattari, quindi ritenuti nemici dello stato, arrestati, uccisi o fuggiaschi, sostituiti dai sacerdoti costituzionali che dai pulpiti delle parrocchie istruivano i cittadini sulla nuova costituzione e sul civismo. Ciò suscitò divisione fra i fedeli, con abbandono delle parrocchie e conseguente chiusura di esse, come avvenne nella stessa Dardilly dove anche Maria Béluse e la sua famiglia preferirono i refrattari, fedeli a Roma, che si riunivano, di notte e di nascosto, in fienili o case ospitali per celebrarvi la messa, come accadde spesso in casa degli stessi Vianney.
Nonostante questo, il fanciullo continuava a trascorrere nella povertà e nel duro lavoro i suoi primi anni d'infanzia. A sette anni, nel 1793, gli fu affidato il gregge da condurre al pascolo ogni giorno con la sorella minore Margherita, la quale veniva da lui istruita, durante quelle lunghe giornate, sui concetti fondamentali della fede cattolica, sulla scrittura, sulle nozioni base del catechismo. Non era raro trovarli a pregare con gli altri pastorelli nei pressi di un vecchio albero piantato nelle vicinanze, dove il futuro curato intratteneva i suoi compagni con brevi prediche e con canti liturgici, ormai fuorilegge.
Il bambino conduceva il gregge accompagnato anche dagli altri fratelli, e insieme andavano nei valloni di Pré-Cusin e di Chante-Merle. In seguito alla sanguinosa repressione della rivolta lionese, soffocata dai rivoluzionari Collot d'Herbois e Fouché, le misure anticlericali furono inasprite anche a Dardilly. La chiesa del villaggio venne chiusa nell'inverno tra il 1793 e il 1794 e riaperta nell'estate del 1795, ma il piccolo Vianney non fu toccato nella già solida fede. Durante il lavoro si isolava talora, per raccogliersi in preghiera in mezzo alla natura. Giovanni Maria univa al desiderio di solitudine il piacere di giocare insieme ai propri coetanei. Amava il gioco della piastrella e, dopo aver vinto, restituiva ai suoi amici « tutta la vincita, aumentata d'un soldo », dispiaciuto di vederli tristi.
In quanto a istruzione, il piccolo Vianney aveva appreso l'alfabeto e la lettura dalla sorella maggiore Caterina, ma cominciò a frequentare dal 1795 la scuola del "cittadino Dumas", dove si distinse per applicazione e condotta. Nel 1797 ebbe la sua prima confessione dal sacerdote don Groboz, fuggito in Italia e ritornato in Francia, costretto a nascondersi come gli altri confratelli refrattari nonostante la caduta di Robespierre (1794) e la conseguente fine del suo regime del Terrore. Questi consigliò ai genitori del promettente giovane di mandarlo a Écully per ricevere un'istruzione religiosa presso le Dame Catechiste, che lo prepararono alla prima comunione, avvenuta nel 1799 in segreto in casa della vedova Pingon.

### Formazione presso don Balley (1799-1818)
Dopo la prima comunione, Giovanni Maria si dedicò principalmente al lavoro dei campi, trascurando, per necessità familiari, lo studio alla scuola di Dumas. Fu in quegli anni che sorse in lui la vocazione al sacerdozio, vocazione che manifestò dapprima alla madre e alla zia e poi, per invito delle stesse, al padre Matteo che, a causa dei debiti che gravavano sulla famiglia (dote della figlia maggiore Caterina, riscatto di Francesco chiamato alle armi) non volle sentirne ragioni.
Il suo dissenso si protrasse per circa due anni, finché giunse notizia al giovane, ormai ventenne, e alla madre che don Carlo Balley, curato di Ecully ospitava in casa propria giovani desiderosi di intraprendere la strada per il sacerdozio. Giovanni Maria avrebbe così trovato risposta alle proprie aspirazioni e nello stesso tempo evitato un crollo economico per la già povera famiglia. Il padre finalmente accettò. Un'ennesima resistenza giunse però dal sacerdote stesso, troppo impegnato per occuparsi di un altro alunno: la madre e la zia, venute a parlare con lui, furono costrette a tornare a Dardilly con questa triste notizia. Fu l'incontro fra il giovane Vianney stesso e il reverendo Balley a convincere quest'ultimo ad accoglierlo nel suo piccolo seminario domestico.
Don Carlo Balley, nato a Lione il 30 settembre 1751 e morto a Ecully nel 1817 in fama di santità, canonico regolare della congregazione di Francia, o di santa Genoveffa, era fra i missionari che, durante il regime del Terrore, si rifugiavano nelle case per celebrare e predicare alla gente del popolo. Terminate le persecuzioni, era stato nominato, il 21 febbraio del 1803, parroco di Ecully, dove appunto diede vita a questa casa per futuri presbiteri della quale Giovanni Maria Vianney divenne membro, pur alloggiando presso la zia Margherita Humbert.
Ritornare sui libri di studio fu davvero penoso per il ventenne di Dardilly, che si trovò in serie difficoltà, particolarmente nell'apprendimento del latino, fondamentale per la conoscenza delle scritture, della liturgia e dei manuali teologici; spesso si vide costretto a essere aiutato dai compagni di studio, Deschamps e i fratelli Loras, molto più giovani di lui. Scoraggiato per gli scarsi progressi nello studio, Giovanni Maria intraprese un pellegrinaggio, da solo e senza un soldo in tasca, per Lalouvesc, presso la tomba di san Francesco Regis, sacerdote della prima metà del Seicento. Fu un viaggio spossante e faticoso, ma riuscì a rafforzarlo caratterialmente e spingerlo così ad affrontare con determinazione le difficoltà nello studio, i cui progressi cominciarono a farsi, quantomeno, sufficienti.
Nel 1807 ricevette il sacramento della cresima a Ecully, insieme alla sorella Margherita, dalle mani del cardinale Joseph Fesch, zio di Napoleone Bonaparte. Fu in quest'occasione che egli assunse il secondo nome di Battista, data la sua devozione al precursore evangelico Tutto sembrava destinato a continuare quando, appena due anni dopo, da Lione giunse alla casa paterna un "foglio di via": Giovanni era chiamato alle armi.

#### Rifugiato presso Noes
Nonostante i ripetuti tentativi di don Balley, che aveva pregato i superiori di iscrivere l'alunno sulla lista ufficiale dei seminaristi, per legge esenti dal servizio militare, il giovane Vianney fu costretto a entrare come recluta in una caserma di Lione. Inutile anche l'intervento del padre, che sborsò trecento franchi a un giovane perché sostituisse il figlio in guerra. Il 26 ottobre del 1809 raggiunse la caserma, ma vi rimase ben poco: una fortissima febbre costrinse il medico militare a trasferirlo in ospedale, prima a Lione e successivamente a Roanne, dove venne assistito dalle religiose agostiniane, che rimasero parecchio colpite dalla pietà del giovane seminarista.

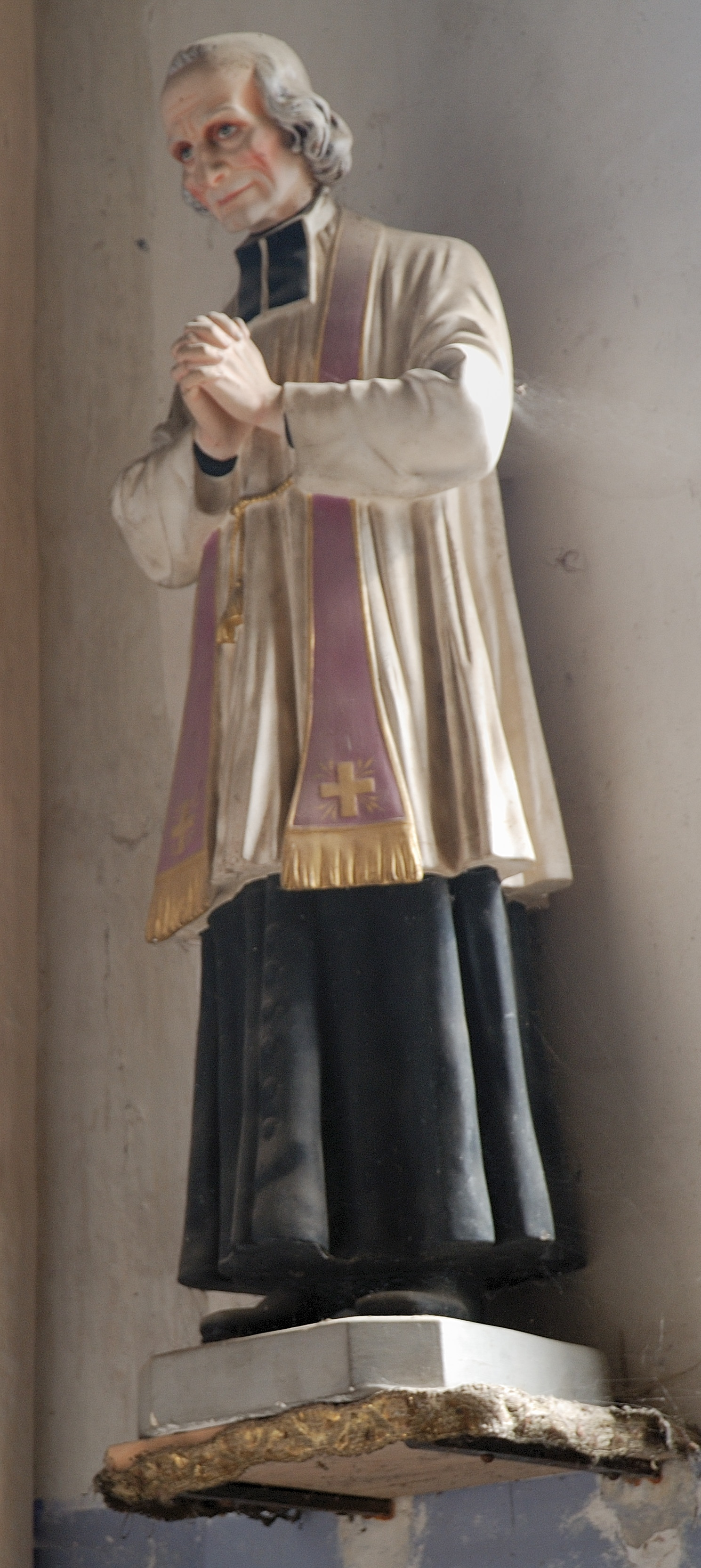
Statua votiva dedicata a Giovanni Maria Vianney

Il 6 gennaio, non ancora pienamente ristabilito, fu obbligato a recarsi presso l'ufficio di reclutamento, dove il capitano Blanchard, che in un rapporto spedito il giorno prima gli aveva comunicato la sua aggregazione al distaccamento partito per la frontiera della Spagna, gli ordinò di raggiungere la retroguardia, allontanatasi già da qualche ora. Lungo la via, però, nei pressi dei boschi del Forez, perse le sue ultime forze e venne aiutato da tale Guido di Saint-Priest-la-Prugne, un disertore che con alcuni compagni si rifugiava fra le montagne per sfuggire alla coscrizione. Trovò così rifugio, nel villaggio di Noës, presso lo zoccolaio Agostino Chambonniere, detto Gustin. Giovanni Maria poteva riposare e ristabilirsi, ma adesso, senza volerlo, era divenuto disertore e doveva quindi nascondersi finché la situazione non si fosse ristabilita.
Venne ospitato per circa due anni in casa della vedova Claudina Fayot che, con i quattro figli, accudì il nuovo arrivato il quale, per celare la propria identità, aveva adottato il nome di Jerome Vincent. Trascorse così questi mesi da fuorilegge lavorando manualmente con i contadini della zona, insegnando e studiando, quando questo era possibile, con i libri che la vedova Bibost, sua conoscente, gli aveva spedito. Dopo la stagione invernale furono frequenti le sortite dei gendarmi in cerca dei disertori nascosti per il paese e Giovanni Maria fu costretto a nascondersi nella stalla e una volta finì perfino per ferirsi con la spada di un poliziotto, che setacciava il fienile per vedere se vi fosse nascosto qualcuno.
Finalmente il 2 aprile 1810, in occasione del matrimonio fra Napoleone Bonaparte e Maria Luisa d'Asburgo a suggello della pace di Vienna tra la Francia e l'Austria, l'imperatore concesse un'amnistia ai coscritti renitenti appartenenti alle classi 1806-1810. Giovanni Maria venne così liberato dall'impegno e sostituito, per sua libera scelta e al prezzo di ben tremila franchi, dal fratello minore Francesco, stabilitosi dopo la guerra in Savoia e mai più ritornato. I genitori e i fratelli lo credettero caduto in battaglia. Ai primi di gennaio del 1811 diede il suo addio alla vedova Fayot e alla gente di Noës, che pianse molto la sua partenza, a quanto dimostra il ricordo che essi ebbero di lui per molti anni. Alcune settimane dopo il suo ritorno a Dardilly, la madre Maria spirò, all'età di 58 anni.

#### In seminario
Finalmente, scongiurata la sciagura civile, il giovane Vianney poté tornare ai suoi studi presso la canonica di Don Balley, che personalmente si prese cura della sua formazione e lo condusse alla prima tappa del cammino sacerdotale: la tonsura, avvenuta il 28 maggio 1811. Alla scuola del canonico Balley, Giovanni Maria fece proprio lo stile di vita del precettore, contrassegnato da continue penitenze e digiuni, con un continuo richiamo al sacramento dell'Eucaristia e alla lettura delle vite dei santi, particolarmente i Padri del deserto.
Nell'ultimo semestre del 1812 il giovane era finalmente pronto a fare un altro grande passo: lasciare la canonica di Balley per raggiungere il seminario minore di Verrières, dove avrebbe intrapreso gli studi filosofici. Con il suo misero bagaglio culturale il Vianney ebbe a faticare molto nel seguire le lezioni del professore Chazelles, gesuita, rigorosamente in latino, e si vide così costretto a partecipare, con altri sette alunni, a una sezione straordinaria in lingua francese. Sebbene alcuni colleghi, fra questi Marcellin Champagnat, futuro fondatore dei Fratelli maristi delle scuole (o "Piccoli fratelli di Maria"), apprezzassero il suo stile contemplativo e la sua umiltà, molti altri si presero beffe della sua età avanzata (era perfino più anziano del professore) e delle sue difficoltà d'apprendimento: fu per lui un tragitto molto arduo. Concluso l'anno, i suoi voti non furono certo eccellenti, ma gli permisero in ogni modo di raggiungere il seminario maggiore di Lione, dove l'attendevano i due anni di studi teologici.
Nell'ottobre 1813 Giovanni Maria entrava così a far parte del prestigioso seminario lionese, dove poté condividere gli studi con altri 250 giovani entrati con lui, fra i quali Marcellino Champagnat, Giovanni Colin, futuro fondatore della Società di Maria e Ferdinando Donnet, futuro cardinale e vescovo di Bordeaux. Questi, e in particolare i suoi compagni di camera, lo descrivono come un giovane asceta, dedito alla preghiera e molto semplice. In quanto agli studi, i suoi risultati non migliorarono per nulla; al contrario "era nullo, perché non capiva abbastanza bene il latino", e lievi miglioramenti si ebbero solo quando il compagno di studi Giovanni Duplay, per mandato del superiore, s'impegnò a fargli da ripetitore in lingua francese. E nonostante cominciasse a imparare, grazie al manuale Rituel de Toulon, opera di teologia in francese del vescovo di Tolone Joly de Choin, gli esami dovevano pur sempre essere affrontati in lingua latina e ciò risultò per lui impossibile.
Dopo cinque o sei mesi di simili fallimenti i direttori furono costretti a dimetterlo. Fu un colpo piuttosto duro per il giovane seminarista e i compagni, a lui molto affezionati, che lo costrinse a bussare alla porta del Petit-College di Lione per assumere i panni di fratello laico, come l'amico Giovanni Dumond, divenuto fratel Gerardo, a cui si era rivolto. Riuscì a farlo desistere dall'intento preso solo don Balley che, ospitato nuovamente il discepolo nella canonica, decise di impegnarsi con lui per poter almeno apprendere in latino le nozioni essenziali di teologia. Gli esami si avvicinavano e don Balley decise di presentare il suo candidato che, nonostante gli sforzi effettuati, non riuscì neppure adesso a superare. Si ritentò nuovamente e questa volta monsignor Bochard, presidente della commissione, pressato dalle richieste di Balley, decise di interrogare il giovane nella canonica di Ecully dove, finalmente, questi riuscì a rispondere in modo soddisfacente alle questioni poste. Mancava solo il responso di mons. Courbon, sostituto del cardinale Fesch, rifugiatosi a Roma dopo la sconfitta di Napoleone a Lipsia (1813), che, accertatosi della pietà e della devozione mariana del giovane, approvò la sua candidatura.
Poté così ricevere il suddiaconato il 2 luglio, festa della Visitazione di Maria, e, dopo un anno di studi trascorso non più in seminario ma a Ecully con don Balley, fu ordinato diacono il 23 giugno, vigilia di San Giovanni Battista, suo patrono, nella primaziale di S. Giovanni a Lione dal vescovo Simon di Grenoble. Superato l'ultimo esame canonico in presenza del vicario Bochard, che rimase sinceramente soddisfatto dei suoi miglioramenti nello studio, Giovanni Maria poté finalmente compiere il grande passo: il 13 agosto 1815 venne ordinato sacerdote a Grenoble. Aveva 29 anni e tre mesi.

#### Vicario di don Balley
Dopo la prima messa, celebrata il 14 agosto nella cappella del Seminario Maggiore, e la solennità dell'Assunta, Giovanni Maria tornò ad Ecully, dove venne accolto da un entusiasta don Balley e ricevette il suo primo mandato: assistere il padre spirituale quale vicario parrocchiale. Il suo primo atto di ministero porta la data del 27 agosto 1815, un battesimo. Le sue attività principali consistevano nelle ininterrotte confessioni, che spesso gli facevano trascurare i pasti, il catechismo dei bambini, le prediche dal pulpito, brevi in quei primi anni di sacerdozio, ma molto severe. Riceveva il prezzo del suo mantenimento dai suoi stessi parrocchiani ma, come testimoniò sua sorella Margherita, si ritrovava spesso senza nulla, donando perfino i propri vestiti ai mendicanti. Furono anni preziosi per la formazione del giovane sacerdote Vianney: con don Balley riprese spesso i libri di teologia; questi era solito interrogarlo su alcuni casi di coscienza e di morale, facevano a gara nelle mortificazioni, entrambi portavano il cilicio e mangiavano pochissimo durante i pasti.
Gli anni di sofferenze finirono presto per minare la salute di don Balley che, a 65 anni, fu costretto a letto per un'ulcera a una gamba che lo portò in poco tempo alla gangrena e alla morte, avvenuta il 17 dicembre 1817 assistito dal suo giovane vicario, dal quale poté ricevere il Viatico e l'Estrema unzione. Giovanni Maria ereditò dal padre spirituale i suoi strumenti di mortificazione, in particolare il cilicio, ancora oggi conservato ad Ars. Nonostante la richiesta dei locali, la parrocchia di Ecully passò al sacerdote don Tripier, del quale Vianney fu vicario solo per alcune settimane. Gli venne affidata la piccola cappellania di Ars, appena 230 abitanti, verso la quale si mise in cammino il 9 febbraio 1818, abbandonando così la parrocchia e la canonica nella quale era stato formato al sacerdozio.

### Il Curato d'Ars

#### Primi contatti con la parrocchia
Il paesino di Ars, 35 km a nord di Lione, viene ritenuto dagli studiosi una località piuttosto antica, come testimoniato da una pietra risalente all'epoca druidica, non molto distante dal villaggio, e una carta del 980 che attesta come allora vi fosse già presente una parrocchia ben organizzata. Unico luogo degno di nota all'epoca del Vianney, fra la quarantina di basse casupole d'argilla, oltre alla vecchia parrocchia databile intorno al XII secolo (come le chiese sorelle della Dombes, molto simili per stile e proporzione), era il castello dei conti Garets di Ars, un maniero feudale dell'XI secolo divenuto con gli anni niente più che una vasta casa di campagna.
Il nuovo parroco vi giunse a piedi - percorrendo i trenta chilometri che separavano Ars da Ecully in compagnia della vedova Bibost, che l'aveva accudito durante gli anni in seminario - con pochi bagagli e i libri ereditati da don Balley. Non conoscendo l'esatta ubicazione del villaggio e a causa di una fitta nebbia che s'era diffusa per tutta la campagna, non riuscirono a trovare facilmente la parrocchia. Fu quindi necessario al curato chiedere aiuto a un gruppo di giovani pastorelli che vigilava in quel momento sul gregge; in particolare s'informò presso uno di loro, tale Antonio Givre, e alla sua risposta proferì la frase che ancora oggi è incisa sul monumento che ricorda questo incontro fra il sacerdote e il suo primo parrocchiano: "Tu mi hai indicato la strada per Ars, io ti insegnerò la strada del Paradiso".
Giunto finalmente a destinazione, si inginocchiò a pregare e, come testimoniò successivamente il suo assistente Frère Athanase, aggiunse che un giorno quella parrocchia sarebbe stata troppo piccola per accogliere tutta la gente che sarebbe accorsa. Entrato in chiesa continuò la sua preghiera, invocando particolarmente l'angelo custode della sua nuova parrocchia, dopodiché cominciò a far conoscenza con i nuovi parrocchiani, non molti in verità, essendo passato quasi inosservato l'arrivo del nuovo curato. Il mattino del 10 febbraio celebrò la sua prima messa ad Ars con pochissimi fedeli, essendo quel piccolo villaggio rimasto privo dell'assistenza spirituale durante il periodo successivo alla Rivoluzione francese.
Domenica 13 febbraio ebbe luogo la cerimonia d'investitura, presenti le autorità municipali e il parroco di Misérieux, don Ducreux, che gli impose la stola e lo condusse ai luoghi più significativi della parrocchia: l'altare, il confessionale, il pulpito, il fonte battesimale. Quasi l'intero villaggio era presente alla celebrazione, e molti rimasero affascinati dalla figura ieratica e raccolta del giovane sacerdote. Conclusa la cerimonia, il curato prese possesso della nuova canonica, cinque locali, che affidò interamente alla vedova Bibost perché se ne prendesse cura. Dei begli arredamenti, regalo dei conti des Garets, non tenne per sé che lo stretto necessario, preferendo dare tutto il superfluo ai poveri del paese. Cominciò così la sua attività pastorale ad Ars, e il suo primo intento fu quello di fare conoscenza con le famiglie dei parrocchiani: in poche settimane visitò circa una sessantina di case, informandosi con ciascuno del proprio lavoro e della propria educazione. Si rese ben presto conto che la preparazione spirituale degli abitanti di Ars, perfino a livello di nozioni elementari, era pressoché nulla.

#### Prime opere d'apostolato
Consapevole dell'inattività religiosa che per troppi anni aveva segnato la parrocchia di Ars, il nuovo curato decise di usare ogni mezzo per ricondurre alla Chiesa i suoi nuovi parrocchiani, cominciando un lento lavorio prima di tutto su sé stesso, con continue preghiere (in parrocchia o per le campagne, come raccontarono testimoni presenti, già dalle prime ore del mattino) e frequenti, dolorose, penitenze che gli procurarono in seguito non pochi disturbi fisici, non ultima una nevralgia facciale che l'avrebbe fatto soffrire per almeno quindici anni, contratta a causa dell'umidità del pavimento sul quale dormiva (aveva infatti donato il materasso ad alcuni bisognosi di Ars) e dei muri, che lo costrinsero in seguito a riposare nel solaio. Egli stesso, ricordando ormai anziano le eccessive mortificazioni e i frequentissimi digiuni che lo portarono a non mangiare per più giorni, disse ad alcuni confidenti: "Quando si è giovani si commettono imprudenze".
Ciò andò ancor più peggiorando con la partenza della vedova Bibost, sua perpetua, sostituita dalla signora Renard, la quale, nonostante i molteplici sforzi, non riuscì mai a far assumere al giovane parroco una regolarità alimentare: il pane fresco che ella gli portava in canonica lo barattava con i tozzi di pane dei poveri del paese e fu inutile ogni tentativo di convincerlo a tenerlo per sé. Nonostante le molteplici sofferenze che seguirono a quelle privazioni, Giovanni Maria ricordò con nostalgia quei primi anni di sacerdozio: "Com'ero fortunato allora... il buon Dio mi faceva grazie straordinarie".
La sua prima opera di restaurazione spirituale riguardò proprio l'edificio parrocchiale, ridotto ormai da anni a un locale squallido e poco decoroso, tanto da "muovere a compassione i sacerdoti forestieri che, qualche volta, si fermavano in paese per dir la Messa". A proprie spese fece ricostruire l'altare maggiore, abbellì il tabernacolo, ridipinse personalmente lo zoccolo delle pareti e acquistò a Lione i nuovi paramenti sacri.
Passò quindi a risanare il più grande fra i mali della sua gente: l'ignoranza religiosa. Si dedicava principalmente all'istruzione dei giovani, già dall'età di sette anni mandati ai pascoli con il gregge e quindi incapaci di leggere e di scrivere. Cominciò a radunarli alle prime ore del mattino e la domenica verso l'una per il catechismo, in seguito indirizzato anche agli adulti. Seppur ricordato da tutti come affabile era, durante le lezioni, molto rigoroso (ad alcuni ritardò la prima comunione in modo incredibile) e attento che tutti seguissero l'insegnamento: "suonava lui il catechismo dei fanciulli, lo cominciava con la preghiera, che recitava in ginocchio, senza mai appoggiarsi. Quindi attirava l'attenzione dei piccoli con alcune forti riflessioni; presentata la lezione ne faceva la spiegazione, breve e facile". Molti anni dopo i successori del Vianney ad Ars avrebbero riscontrato con meraviglia la straordinaria conoscenza religiosa dei loro anziani parrocchiani, che in gioventù avevano partecipato a quelle lezioni di catechismo.
Per l'educazione degli adulti concentrava tutte le sue energie durante l'omelia della messa domenicale, la più partecipata, per la preparazione della quale rinunciava a ore di sonno a causa delle sue difficoltà mnemoniche. La preparava in sagrestia basandosi principalmente sul Catechismo del concilio di Trento, su alcuni trattati spirituali, sul Dizionario di teologia di Bergier e sulle Vite dei santi.

#### In lotta contro i vizi
Sebbene restaurata la parrocchia e catechizzata la gente, il giovane curato dovette ben presto rendersi conto della presenza d'un nuovo impedimento alla sua opera d'apostolato: la domenica trovava ben pochi fedeli alla messa, poiché la maggior parte di essi si trovava nei campi a lavorare. Terminati i lavori, gli uomini andavano a ubriacarsi nelle osterie, mentre le donne, i giovani e gli anziani si riunivano in piazza a far baldoria fino a tarda notte. Ciò accompagnato da frasi triviali e bestemmie, proprio vicino alla canonica del Vianney.

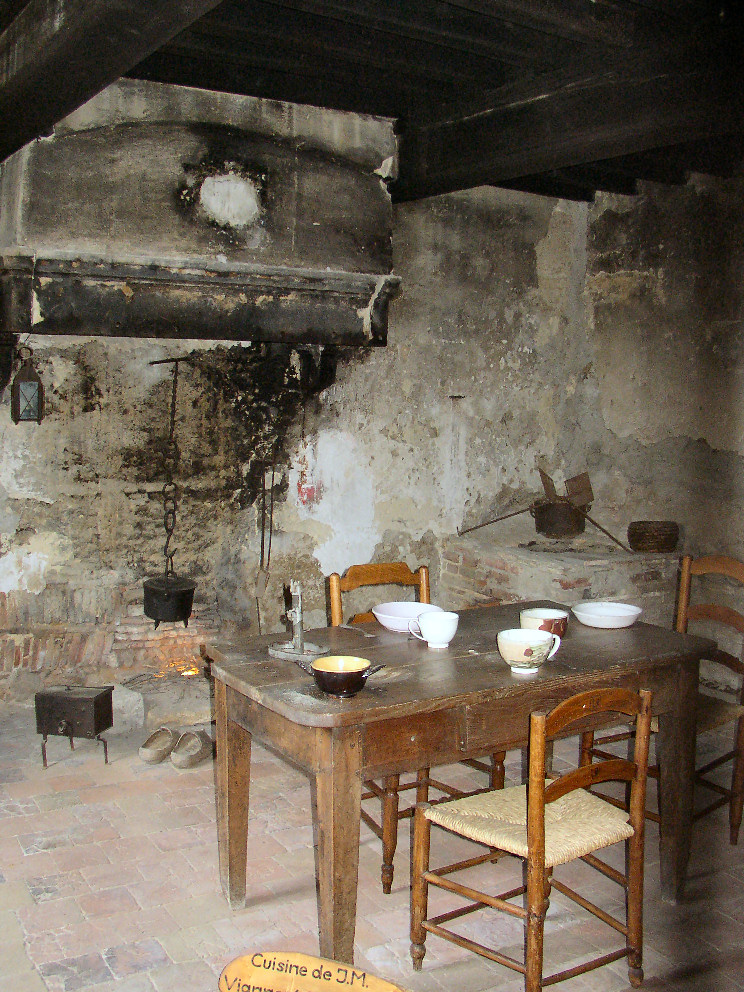
La cucina del curato d'Ars

Le prime nemiche da abbattere furono appunto le osterie, che sorgevano numerose attorno alla parrocchia, privando così il curato dei suoi fedeli. Feroci furono le sue invettive contro le osterie "luogo in cui si vendono le anime, in cui si rovinano le famiglie, in cui si rovina la salute, dove sorgono liti e dove si commettono i delitti", gli osti "che rubano il pane di una povera donna e dei suoi ragazzi dando da bere a quegli ubriachi che spendono la domenica tutto ciò che hanno guadagnato durante la settimana" e i loro assidui clienti "che scendono al disotto della bestia più bestia". I risultati furono ben presto visibili: intimoriti da quelle parole, parecchi alcolizzati decisero di smettere la loro frequenza nelle osterie, mandando così in bancarotta le taverne vicino alla parrocchia, i cui proprietari furono costretti a cambiare mestiere. Uno di essi, caduto per questo in rovina, ricevette dal curato il denaro necessario per chiudere l'esercizio e intraprendere una nuova professione. Le altre due osterie, dopo poco tempo, furono costrette anch'esse a chiudere i battenti e sorte simile toccò ad altri sette osti che, liberi da ogni concorrenza, avevano aperti nuovi esercizi in diversi luoghi del paese. "Quella fu una delle maggiori vittorie del curato d'Ars" fu detto in seguito ricordando questi eventi. I risultati furono visibili anche sul livello sociale: chiuse le osterie, diminuì una delle piaghe maggiori del paese, la povertà di cui l'alcool era una delle cause principali.
Passò quindi all'abbattimento degli altri due mali da esso derivanti, primo fra tutti la bestemmia, frequentissima ad Ars anche nelle bocche dei ragazzi più piccoli. Veementi le sue prediche su questo tema, in particolar modo contro ingiurie, imprecazioni e giuramenti, che dopo un certo tempo riuscirono a portare, come nel caso delle osterie, a ottimi risultati. Otto anni durò invece la sua lotta contro il lavoro domenicale, che non riuscì mai pienamente ad abolire. Lo condannò dal pulpito, ma non solo. Spesso lo si vedeva, dopo i vespri domenicali, girare per i sentieri e parlarne in prima persona con i diretti interessati. Nonostante fosse intransigente, in questo ambito si presentarono casi di vera necessità per i quali il curato non volle protestare, specie nei casi di forti temporali che minacciavano la rovina dell'intero raccolto.
La più celebre e tenace lotta del parroco di Ars fu però quella contro il ballo, dalla quale uscì vincitore, ma dopo ben venticinque anni di duro lavoro. Il fatto era che, all'epoca, il ballo non era certo un divertimento innocuo e innocente ma una vera e propria piaga, "una specie di ebbrezza e furore" la definirono alcuni, che spesso conduceva a disordini descritti come "vergognosi" dai contemporanei. Anche qui la sua azione pastorale non fu riservata soltanto al pulpito, ma si tradusse in azioni concrete. Il più delle volte fu costretto a pagare il doppio di quanto stabilito ai suonatori itineranti perché smettessero di incitare la gente a questa frenetica usanza. Si narra che una domenica i paesani erano intenti a preparare la cosiddetta "processione dell'asino": quando un marito veniva pubblicamente umiliato dalla moglie, i vicini divertiti montavano un fantoccio con le sue sembianze sulla groppa d'un somaro, mentre una donna lo colpiva, burlandosi così di quella lite familiare. Non ebbero neppure il tempo di cominciare che il curato era già pronto a raggiungerli; alla sua vista se la diedero tutti a gambe, come raccontò lui stesso divertito.
In quell'occasione cominciò a formarsi un piccolo gruppo di giovani donne che pregavano con il curato per la conversione delle loro compaesane e che rimasero al seguito del parroco assistendolo durante gli anni più difficili. Fra esse Catherine Lassagne, allora dodicenne, che divenne sua strettissima collaboratrice nella direzione della scuola "Providence". Per educare le giovani e le fanciulle, spesso vittime d'abusi durante le frenesie del ballo, il curato mise un'estrema cura nella formazione dei genitori e non solo delle ragazze che spesso, venute a confessarsi, non ricevevano l'assoluzione finché non avessero deciso di abbandonare quel pericoloso divertimento.
Si giunse perfino a una lotta giudiziaria: nel 1830 un decreto del sindaco, Antonio Mandy, abolì i balli pubblici, scatenando così le riprovazioni degli organizzatori delle feste locali e di alcuni ragazzi, che chiesero al sottoprefetto di Trévoux di abrogare la decisione del sindaco. Cosa che ottennero, ma senza risultato: le giovani avevano infatti preferito recarsi in parrocchia per la messa domenicale, non lasciando così altra scelta ai festaioli che di disperdersi. Senza più ragazze con cui ballare, la gioventù maschile di Ars fu costretta a dividersi: chi accolse le parole del curato e chi invece preferì trasferirsi nei paesi vicini. La lotta ebbe termine nel 1838, con un nuovo decreto del sindaco. Il curato non tratterà più questo tema se non in due occasioni: verso il 1855 e il 1858, quando alcuni tentarono di risvegliare quelle sopite usanze. Ma invano.
I metodi forti, e alle volte anche severi, del curato lo portarono ben presto a subire ripercussioni, anche piuttosto violente, da parte di alcuni parrocchiani. Testimoniò ad esempio il padre Raymond, suo viceparroco: "Sette suoi parrocchiani, che per altro non godevano buona fama in paese, trovandolo troppo severo, si presentarono a lui invitandolo a lasciare la parrocchia. Il curato non conservò alcun risentimento per questo fatto e non ne parlò mai"

#### Sacerdozio
Rimase ad Ars per quarant'anni svolgendo il suo incarico parrocchiale: fu particolarmente attivo nell'insegnamento del catechismo e nelle confessioni, come Padre Pio arrivava a stare nel confessionale anche diciotto ore al giorno, negando l'assoluzione a chi non si mostrava pentito dei propri peccati. Fu anche esorcista: fu vittima di persecuzioni diaboliche per circa trentacinque anni, dal 1824 al 1858; diffuse la devozione a santa Filomena di Roma.
Morì in fama di santità (Ars era già diventata meta di pellegrinaggi quando era ancora in vita) nel 1859. Oggi il suo corpo, incorrotto, è custodito all'interno della basilica di Santa Filomena di Ars-sur-Formans.
Georges Bernanos, scrittore, drammaturgo e saggista francese, gli dedicò la sua opera prima, intitolata Sotto il sole di Satana (Sous le soleil de Satan), pubblicato in Francia nel 1926. Bernanos rimase impressionato dalla biografia di Giovanni Maria Vianney e ne racconta la vita attraverso il protagonista del proprio romanzo: il "santo di Lumbres", parroco umile e poco dotato, ma devoto fino alla disperazione. Bernanos mostra come paradossalmente le buone intenzioni di un prete, candido come un bambino e votato solo a Dio e ai suoi fedeli, possano rivoltarsi contro di lui fino a renderlo preda di Satana stesso, senza che questo tuttavia intacchi la sua missione pastorale ma rendendola, anzi, più appassionata.

## Il culto
Papa Pio X lo ha proclamato beato l'8 gennaio 1905. È stato canonizzato il 31 maggio 1925 da Pio XI, che nel 1929 lo ha anche dichiarato patrono dei parroci.
Nel centenario della morte, il 1º agosto 1959 papa Giovanni XXIII gli ha dedicato un'enciclica (Sacerdotii nostri primordia), additandolo a modello dei sacerdoti.
La memoria liturgica ricorre il 4 agosto (l'8 agosto nella messa tridentina).

### L'Anno sacerdotale
In occasione del 150º anniversario della sua morte, nel 2009, è stato indetto un Anno sacerdotale dedicato alla sua figura, come «vero esempio di Pastore a servizio del gregge di Cristo».
Papa Benedetto XVI ha successivamente ricordato alcuni tratti fondamentali dell'insegnamento e del modello del curato d'Ars: la consapevolezza di essere, «in quanto prete», un «dono immenso per la sua gente»; la «totale identificazione» con il ministero sacerdotale e la comunione con Cristo; la devozione per l'Eucaristia; l'«inesauribile fiducia nel sacramento della Penitenza».